# Thorvald Stauning

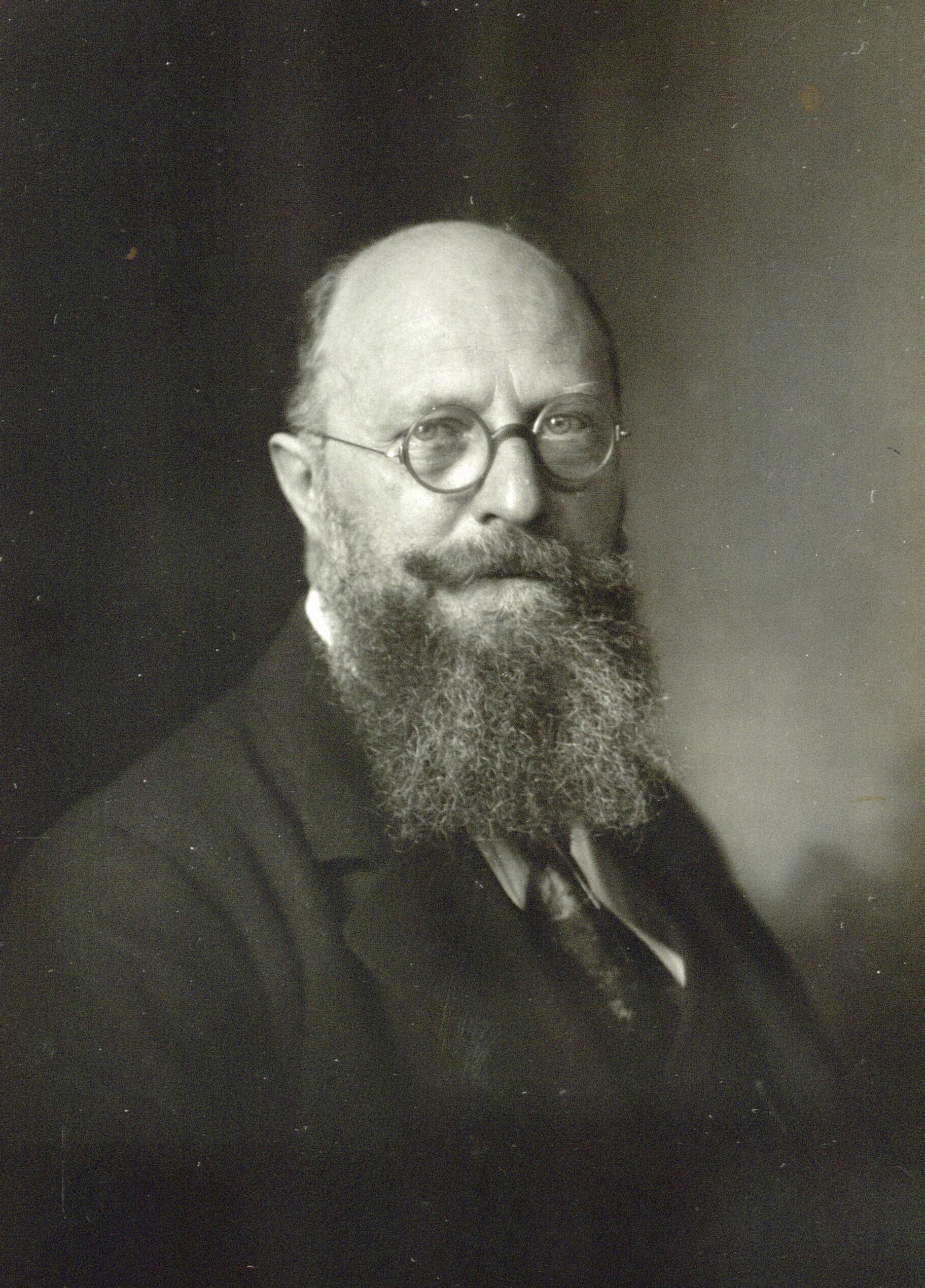
Thorvald Stauning ca. 1927

Thorvald August Marinus Stauning (* 26. Oktober 1873 in Kopenhagen; † 3. Mai 1942 ebenda) war ein dänischer sozialdemokratischer Politiker und Staatsmann. Er war von 1924 bis 1926 sowie erneut von 1929 bis zu seinem Tod 1942 dänischer Ministerpräsident (Statsminister). Er war der erste Sozialdemokrat auf diesem Posten.

## Leben
Geboren am 26. Oktober 1873 in Kopenhagen, wuchs Thorvald Stauning in ärmlichen Verhältnissen auf. Neben seiner Ausbildung in einer Zigarrenfabrik besuchte er eine
Abendschule, wo er sich in Deutsch und Buchhaltung weiterbildete. 1890 trat Stauning
in die Sozialdemokratische Partei Dänemarks (Socialdemokratiet) ein und wurde kurze Zeit später auch in der Gewerkschaft aktiv. 1896 bis 1906 war er Vorsitzender des Gewerkschaftsbundes der Tabaksarbeiter. 1899 erhielt er eine Anstellung als Kassierer der Partei. 1910 trat Stauning das Amt des Parteivorsitzenden an, das er bis 1939 innehatte.
Von 1913 bis 1925 war Stauning auch Mitglied des Kopenhagener Stadtrats, in den Jahren 1919 bis 1924 sogar als dessen Vorsitzender. 1916 wurde Stauning Mitglied der Regierung, als er den Posten eines Kontrollministers erhielt. Dieser Posten wurde geschaffen um eine sich abzeichnende politische Krise abzuwenden; jede der drei oppositionellen Parteien entsandte je einen Kontrollminister in die Regierung.
So arbeitete Stauning 1918 bis 1920 als Sozial- bzw. Arbeitsminister innerhalb der Regierung.
1924 stellten die Sozialdemokraten erstmals die Regierung und Stauning wurde Regierungschef (Statsminister) dieser sozialdemokratischen Minderheitsregierung. Aufgrund einer Wahlniederlage musste die Regierung jedoch schon 1926 wieder zurücktreten. 1929 siegten die Sozialdemokraten erneut bei den Wahlen und blieben zusammen mit der sozialliberalen Partei Det Radikale Venstre bis 1940 mit Stauning als Regierungschef Regierungspartei. Während dieser Zeit gelang es der Koalitionsregierung, Dänemark aus der Weltwirtschaftskrise zu führen und die dänische Wirtschaft zu sanieren. Unter Staunings Führung wurde Dänemark zu einem sozialen Wohlfahrtsstaat. Die daraus resultierende gesellschaftliche Stabilität war mit ein Grund dafür, dass faschistische und kommunistische Strömungen dort keinen so großen Zulauf fanden wie in anderen europäischen Ländern. Als Pazifist versuchte Stauning gegenüber dem Deutschen Reich strikte Neutralität zu wahren. Als deutsche Truppen Dänemark besetzten, rief er seine Landsleute zur Besonnenheit auf. Sein hohes Verhandlungsgeschick war mit ein Grund dafür, dass Dänemark trotz der deutschen Besatzung eine relativ große Selbstbestimmung behielt. In der unter der deutschen Besetzung ab 1940 regierenden Allparteienregierung fungierte Stauning als Regierungschef.

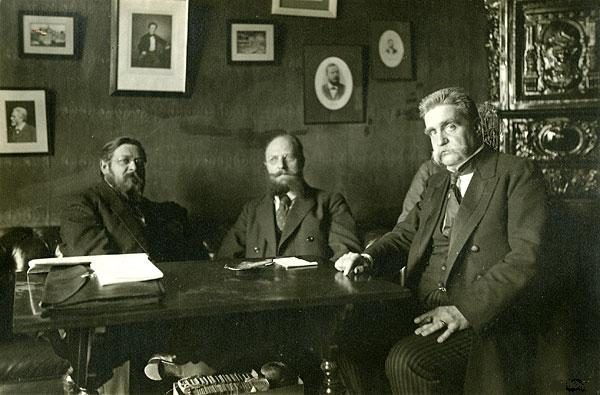
Thorvald Stauning (in der Mitte), Albert Thomas (links) und Karl Hjalmar Branting (rechts) bei der Stockholmer Friedenskonferenz von 1917

Stauning verstarb am 3. Mai 1942 in Kopenhagen. Er wurde auf dem Kopenhagener Westfriedhof beigesetzt.

## Politische Laufbahn
Staunings politische Anfänge liegen in der Arbeiterbewegung, so organisierte er 1910 die Zweite Internationale in Kopenhagen. In den 30er Jahren entwickelte sich Stauning aber immer mehr zum „Landesvater“. Er galt als sehr charismatischer Politiker. Das Parteiprogramm von 1934 stellte er unter den Leitsatz „Danmark for folket“ (Ein Dänemark für das Volk), was seine Bemühungen, jede Form von Klassenpolitik zu überschreiten, widerspiegelte. Als Parteivorsitzender gelang es ihm, verschiedenste Wählergruppen in der sozialdemokratischen Partei zu vereinen und so die Partei von einer Klassen- in eine Volkspartei zu wandeln. Parteiübergreifend wurde Stauning als Garant für politische Stabilität und parlamentarische Demokratie angesehen und das auch in der krisenreichen Zwischenkriegszeit.
Gegen Ende seines Lebens sah sich Stauning jedoch ungewissen Zukunftsaussichten für die sozialdemokratische Politik gegenüber.

## Ehrungen
Nach Thorvald Stauning sind die Stauning Alper, ein über 2800 m hohes Gebirge im Nordost-Grönland-Nationalpark, benannt.